# Лацга
Лацга (груз. ლაცგა) — гора у північній Грузії (Сванетія). Одна з вершин Головного Кавказького хребта, що входить до системи Великого Кавказу. За різними даними висота гори становить від 3946 до 4019 м.

## Основна інформація
Гора Лацга є однією з вершин Головного Кавказького хребта (ГКХ) в масиві Лацга-Чегеттау над сходами Джантуганського плато в Сванетії. Назва зі сванської перекладається як «вершина, що визирає». Походження ороніма пов'язане з тим, що свани бачили її з перевалу Гарваш ніби визираючою з-за ГКХ. Втім, існує також варіант утворення назви від слова «лазга», що в перекладі означає «оселя».
Відомості щодо висоти вершини різняться — у деяких джерелах вказується висота 3995 чи 3999 м, а у деяких гору зараховують до «чотиритисячників» з висотою 4019 м. Південні схили гори та долини, що прилягають до них, вкриті льодовиком Лекзірі. З льодовика бере початок річка Местіачала, що входить до басейну Інгурі. З північно-західного боку гори протікає річка Адир-Су. Основною складовою Лацга я граніт часів палеозою.
Вершина популярна серед альпіністів. Перший підйом часів Радянського Союзу було здійснено у 1933 році скелелазами Джапарідзе, Пурцеладзе та Марі. Чи підкорював хтось вершину до них — невідомо.